# Vladislav Niedoba
Vladislav Niedoba, též Władysław Niedoba (* 10. května 1950 Jablunkov), je český menšinový aktivista polské národnosti a politik, za normalizace bezpartijní poslanec České národní rady, po sametové revoluci československý poslanec Sněmovny lidu Federálního shromáždění za hnutí Coexistentia, jehož organizaci v České republice později předsedal.

## Biografie
Dlouhodobě působil v České národní radě. Byl do ní poprvé zvolen ve volbách roku 1976 a mandát obhájil ve volbách roku 1981 i volbách roku 1986.
V politice se udržel i po sametové revoluci. V rámci polistopadové politické scény patřil mezi polskou menšinou v Československu k radikálnější skupině, která preferovala spolupráci s jinými národnostními minoritami a nevázala se politicky na Občanské fórum. Ve volbách roku 1990 kandidoval do Sněmovny lidu za hnutí Coexistentia (mezi maďarskou menšinou na Slovensku označováno Együttélés). Ač polské národnosti a původem z českých zemí, volen byl ve slovenském kraji (volební obvod Západoslovenský kraj), což mělo deklarovat spolupráci s jinými menšinami i pojistit zisk mandátu pro představitele jinak málo početné polské menšiny. Ve Federálním shromáždění setrval do voleb roku 1992.
Od roku 2001 působil jako předseda hnutí Coexistentia v České republice poté, co z této funkce odešel Stanisław Gawlik.
V krajských volbách roku 2008 neúspěšně kandidoval do zastupitelstva Moravskoslezského kraje za Coexistentia za kandidátní listině Osobnosti kraje. Tehdy je zmiňován jako místopředseda hnutí Coexistentia a předseda jeho Polské národní sekce. Stal se členem krajského Výboru pro národnostní menšiny, když opětovně (jako v předchozím volebním období) získal pro tento post podporu ČSSD. Angažoval se v jazykových otázkách (v roce 1992 začal jeden ze svých parlamentních projevů přednášet v polštině, aby deklaroval dodržování jazykových menšinových práv), ve své pozdější funkci v krajském Výboru pro národnostní menšiny deklaroval důraz na prohlubování instalace dvojjazyčného značení obcí. Například roku 2004 zaslal ministerstvu dopravy jménem hnutí Coexistentia žádost, podle které „...je nutno označit názvy veřejných prostranství rovněž v příslušném jazyce národnostní menšiny. Veřejným prostranstvím jsou m. j. železniční stanice a železniční zastávky. V podmínkách Moravskoslezského kraje splňují zákonný požadavek obce Těšínského Slezska, kde se veřejná prostranství musí označit nejen v jazyce českém, ale rovněž v jazyce polském...“